# Maggie Valley
Maggie Valley é uma cidade  localizada no estado norte-americano de Carolina do Norte, no Condado de Haywood.

## Demografia
Segundo o censo norte-americano de 2000, a sua população era de 607 habitantes.
Em 2006, foi estimada uma população de 810, um aumento de 203 (33.4%).

## Geografia
De acordo com o United States Census Bureau tem uma área de
4,2 km², dos quais 4,2 km² cobertos por terra e 0,0 km² cobertos por água.

## Localidades na vizinhança
O diagrama seguinte representa as localidades num raio de 24 km ao redor de Maggie Valley.